# 창대어린이공원

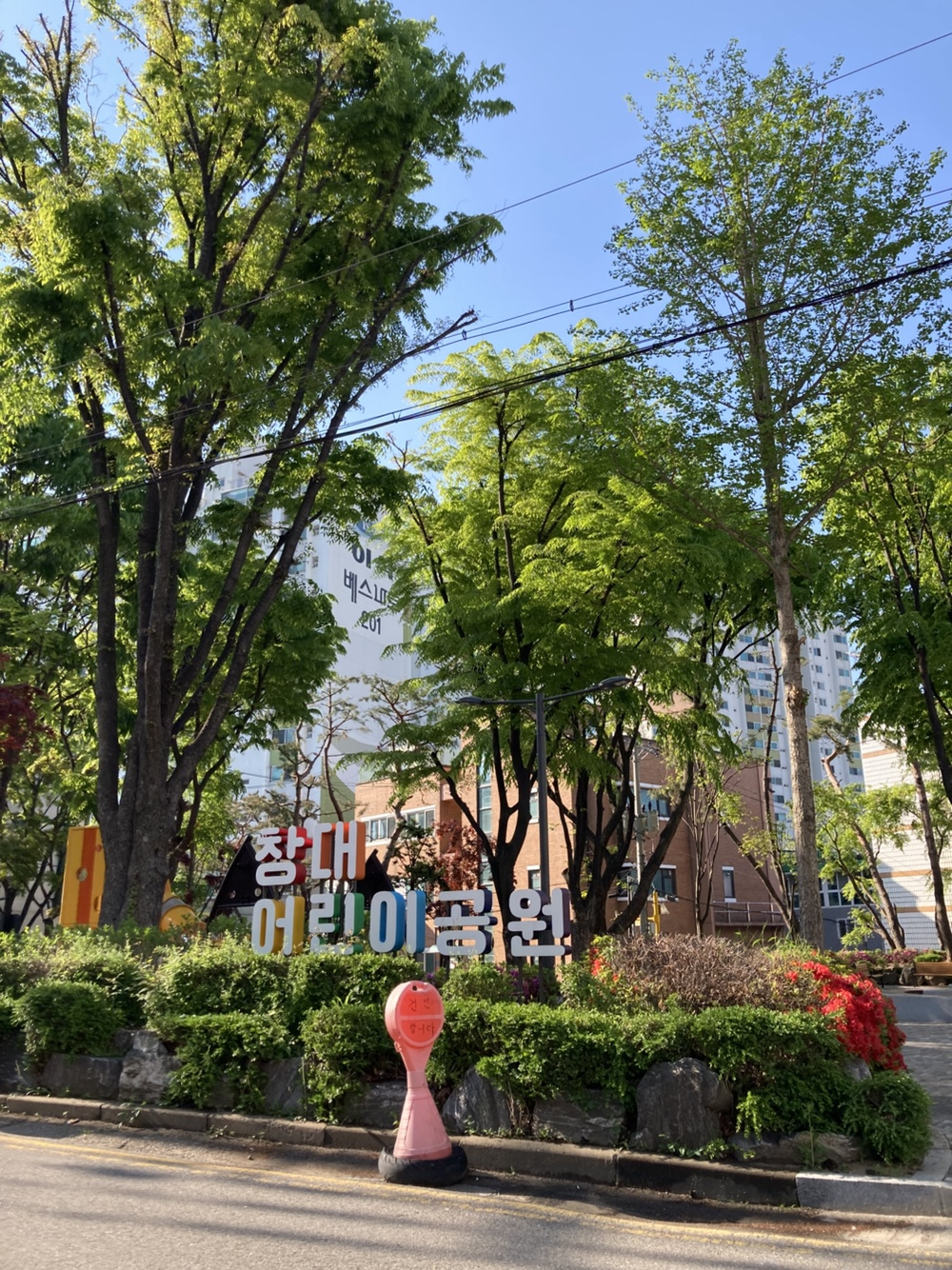
창대어린이공원(2025년 05월경)

창대어린이공원은 인천광역시 남동구 만수동에 위치한 어린이공원이다. 1990년 조성이 되어 34년이 지난 후 2024년 12월리모델링 공사 및 정비를 마치고 2025년 여름부터 운영이 들어가는 분수대형 어린이 놀이터이자 공원이다.

## 개요
창대어린이공원은 인천광역시 남동구는 사업예산 약 11억원을 들여 공원의 낡은시설을 철거 및 교체하고 어린이 놀이시설을 보강함으로서 유아기, 청소년기의 아이들이 쉴 수 있는 공간으로 변경한 사례다. 같은 인천광역시 남동구의 경우 선수촌공원로55번길에 있는 어린이공원이 대표적인 예로 여름철 한시적으로 분수 또는 수영장 형태의 놀이터를 운영하여 개방감 있고 참여율이 높은 놀이터 형태로 개선한 사례로 꼽힌다.
양육 및 보육 및 거주환경을 개선함으로서 노후화된 지역과 구민의 양육환경을 개선하는 과정에 의의가 있다.

## 유래
창대어린이공원의 창대의 뜻은 과거 인천장승백이시장, 1994년 이전의 창대시장의 어원을 따서 창대공원으로 명명된 공원으로 볼 수 있다.

## 역사
- 고시 : 1990년 04월 30일
- 공원명 : 창대어린이공원(구, 창대공원)
- 유형 : 어린이공원(주민운동시설, 소운동장, 야외운동기구)
- 시설 : 유희시설(조합놀이대), 편의시설(음수대)

- 지번주소 : 인천광역시 남동구 만수동 1083-1